# عملة سيسي

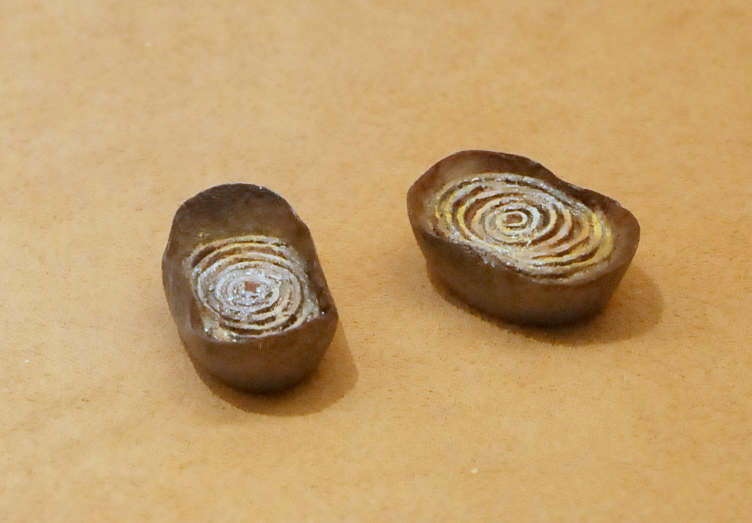
سيسي فضي

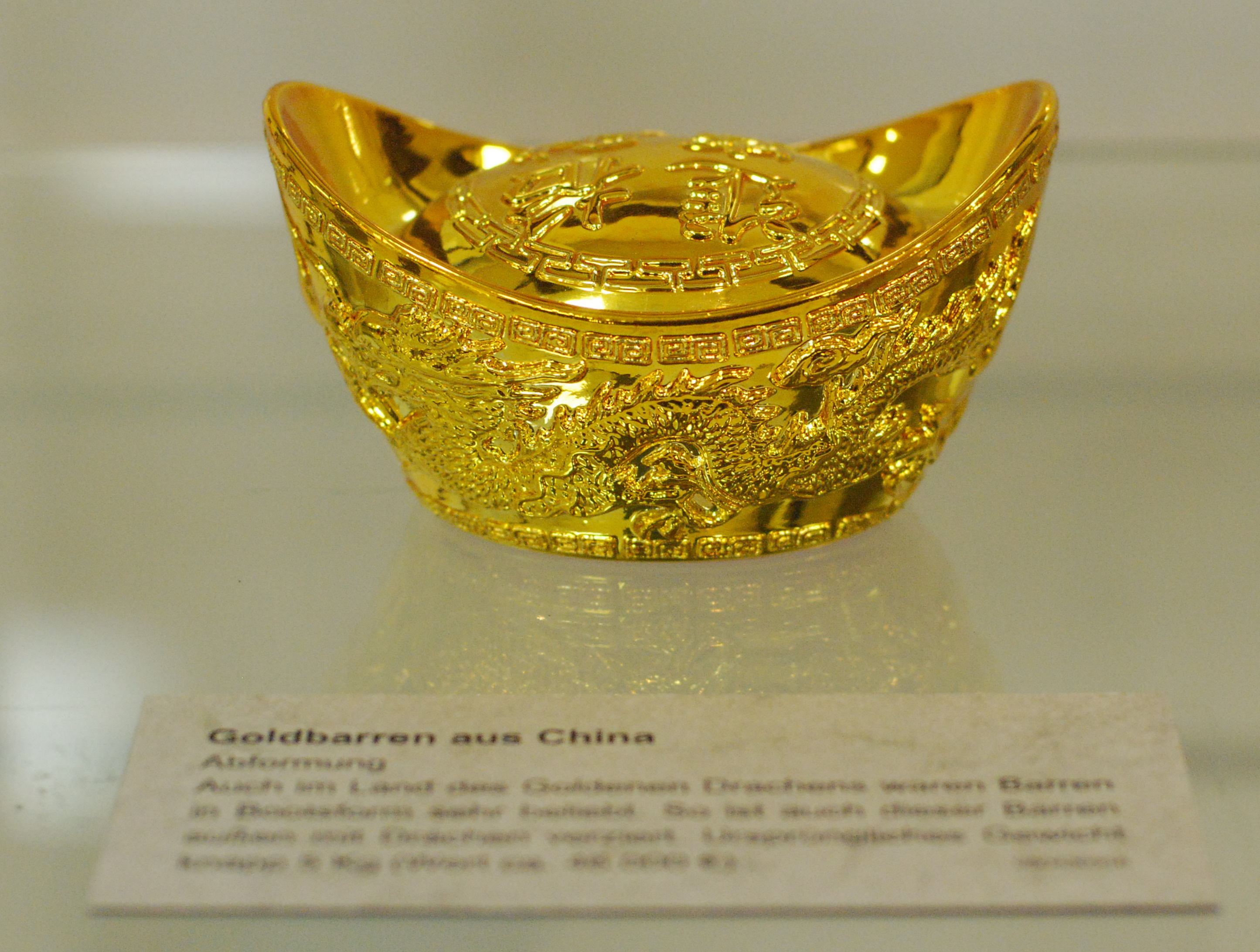
نظام الذهب الإمبراطوري

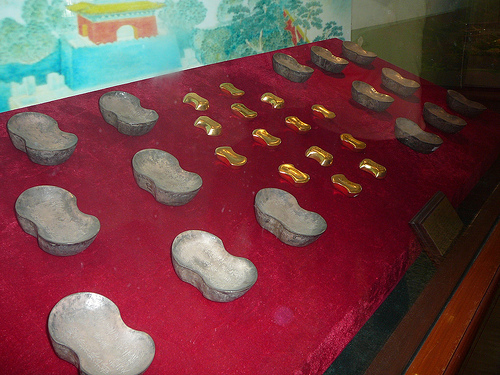
سيل الذهب والقوالب

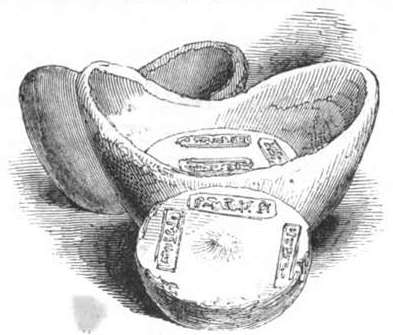
سيسي فضي

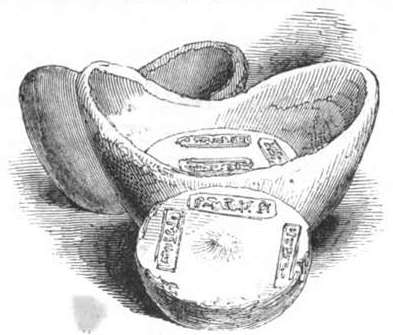
سيسي فضي

السيسي  /ˈsaɪsiː, saɪˈsiː/   من الكانتونية細絲، (يتبنغ: Sai3 Si1)، 
)   أو يوانباو ( (بالصينية التقليدية: 元寶؛ بالصينية المبسطة: 元宝؛ البينيين: yuánbǎo؛ يتبنغ: jyun4 bou2؛ بي-ويه-جي: Goân-pó؛ بالترجمة الحرفية 'primary treasure') ) كان نوعًا من العملات المصنوعة من سبائك الذهب والفضة المستخدمة في الصين الإمبراطورية منذ تأسيسها في عهد أسرة تشين حتى سقوط أسرة تشينغ في القرن العشرين. لم تُصنع سبائك الذهب والفضة من قبل بنك مركزي أو دار سك العملة ولكن من قبل صائغي الذهب أو الفضة الأفراد للتبادل المحلي؛ وبالتالي، كان شكل وكمية التفاصيل الإضافية على كل سبيكة متغيرة للغاية. كانت الأشكال المربعة والبيضاوية شائعة، ولكن القارب والزهرة والسلحفاة وغيرها معروفة. حُدِّدَت قيمتها - مثل قيمة العملات الفضية المختلفة والقطع الفضية الصغيرة المتداولة في نهاية أسرة تشينغ - من قبل تجار الأموال ذوي الخبرة، الذين قدروا الخصم المناسب بناءً على نقاء الفضة وقيموا الوزن بالتايل والتقسيمات الفرعية العشرية التدريجية للتايل ( الصولجان والكندرين والكاش ).

## اسم
اسم "سيسي" هو لفظ روماني غير منتظم للنطق الكانتوني لأحرف "الحرير الناعم".   ويُفسر هذا بطرق مختلفة على أنه مشتق من القدرة على سحب الذهب الخالص أو الفضة إلى خيوط دقيقة  أو من اللمعان الحريري للفضة عالية الجودة. 
اسم "يوانباو" هو لفظٌ رومانيٌّ بالحروف اللاتينية للنطق المندرينيّ لأحرف "الكنوز الافتتاحية". في عهد أسرة تانغ الصينية، نُقشت على العملات المعدنية عبارة "كاي يوان تونغ باو (開元通寶 . "كنز متداول من بداية عصر ")،   اختصر لاحقًا إلى يوانباو. كما طُبّق الاسم على أشكال أخرى من العملات غير المعدنية. كانت يوانباو تُكتب مامبو   ويامبو   في الأدبيات الإنجليزية في القرن التاسع عشر حول شينجيانغ والتجارة بين شينجيانغ والهند البريطانية .
كان يُطلق على اليوانباو أيضًا اسم دينغ (بالصينية: 鋌؛ البينيين: dìng؛ ويد–جيلز: ting)\ أو "الدينغ الفضي " (銀鋌؛ yíndìng؛ yin-ting). 

## تاريخ
استُخدم السيسي لأول مرة كوسيلة للتبادل في عهد أسرة تشين (القرن الثالث قبل الميلاد). وخلال عهد أسرة هان الغربية (206 قبل الميلاد - 9 ميلادي)، أصبحت عملات وو تشو البرونزية العملة الرئيسية المتداولة ، بينما سُميت سبيكة الذهب على شكل حافر الحصان ( (بالصينية: 馬蹄金) استُخدمت العملة الصينية ) كعملة مساعدة للمعاملات عالية القيمة. خلال عهد أسرة تانغ ، دُوِّنَ نظام قياسي ثنائي المعدن من العملات الفضية والنحاسية، بحيث تساوي 10 عملات فضية 1000 عملة نقدية نحاسية . 
بدأ استخدام النقود الورقية والسندات في الصين في القرن التاسع. ومع ذلك، وبسبب المشاكل النقدية، كالتقلبات المحلية الهائلة في المعروض النقدي وأسعار الصرف، والتغيرات السريعة في القيمة النسبية للفضة والنحاس، والاحتيال في العملات، والتضخم، وعدم الاستقرار السياسي مع تغير الأنظمة، ظل الدفع بوزن الفضة هو الممارسة السائدة حتى عهد الجمهورية، وكان التجار يحملون معهم موازينهم الخاصة.
عندما بدأت العملات الفضية الأجنبية في التداول في الصين في أواخر القرن السادس عشر، كانت تعتبر في البداية نوعًا من "شبه السيسي" وكانت مطبوعة بأختام تمامًا مثل السيسي. 

## قراءة إضافية
كريب، جو ‏ . كتالوج السيسي في المتحف البريطاني: سبائك العملات الفضية الصينية حوالي ١٧٥٠-١٩٣٣ . مطبعة المتحف البريطاني، لندن، ١٩٩٢.

## روابط خارجية
- أمثلة على السيسي الفضي الصيني (صور)

- سايسي اون لاين
  - تاريخ السيسي الصيني على Sycee-on-line.com